# Monte Nebo
Il monte Nebo (ebraico הַר נְבוֹ, Har Nəvō, in arabo جبل نيبو‎?, Jabal Nībū) è una cresta montuosa alta circa 817 metri s.l.m., in quella che è attualmente la Giordania occidentale. La vista dalla sua sommità, nei pressi del villaggio di Faysaliyya (7 km a ovest di Madaba) permette di godere del panorama della Terra santa e, a settentrione, una più limitata visuale della valle del Giordano. La città cisgiordanica di Gerico è normalmente visibile dalla vetta, come pure Gerusalemme nelle giornate nitide.

## Significato religioso

### Ebraismo e Cristianesimo
Secondo il capitolo conclusivo del Deuteronomio, il monte Nebo è quello sul quale il profeta ebraico Mosè ebbe la visione della Terra Promessa che Dio aveva destinato al Suo Popolo Eletto.
(Deuteronomio, 34:1-3)
Secondo le tradizioni ebraico-cristiane, Mosè fu sepolto su questa montagna dallo stesso Dio, ma il sito rimase sconosciuto. Gli studiosi seguitano a discettare se la montagna attualmente nota come Nebo sia la stessa montagna cui ci si riferisce nella Torah.

### Nel paganesimo cananeo
Il monte Nebo, oltre a simboleggiare uno dei luoghi più santi della Bibbia, dai tempi pre biblici, era considerato la dimora di Baal, figlio di El, dio del cielo e del tuono. Altre fonti lo collocano sul monte Casio, altre ancora presso la vetta della montagna dell'Hermon, considerata casa anche del dio Urrita Teshub. Dagli antichi ebrei era infatti chiamato Monte Ba'al Hermon

## Storia

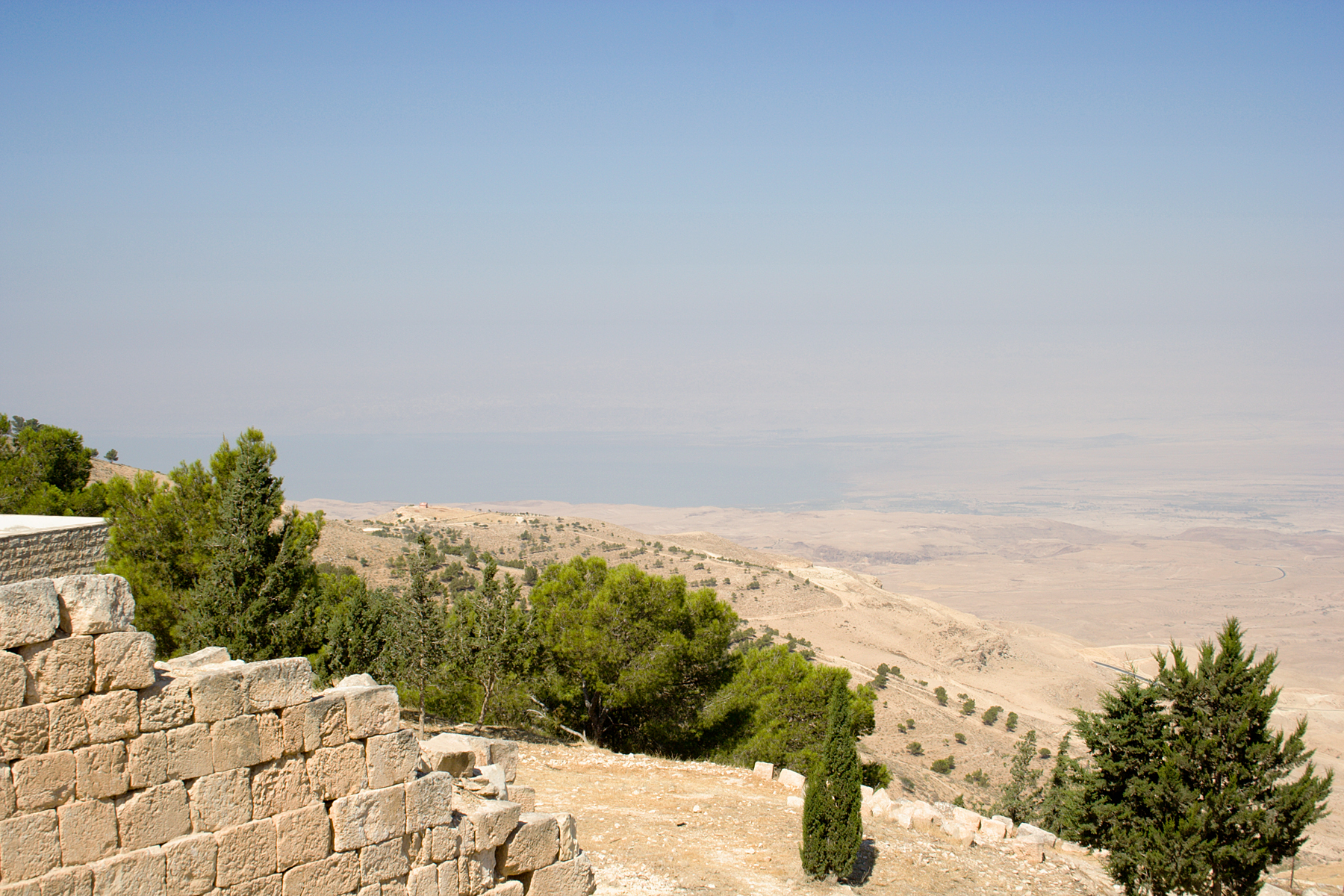
Il Mar Morto è visibile dalla sommità del Monte

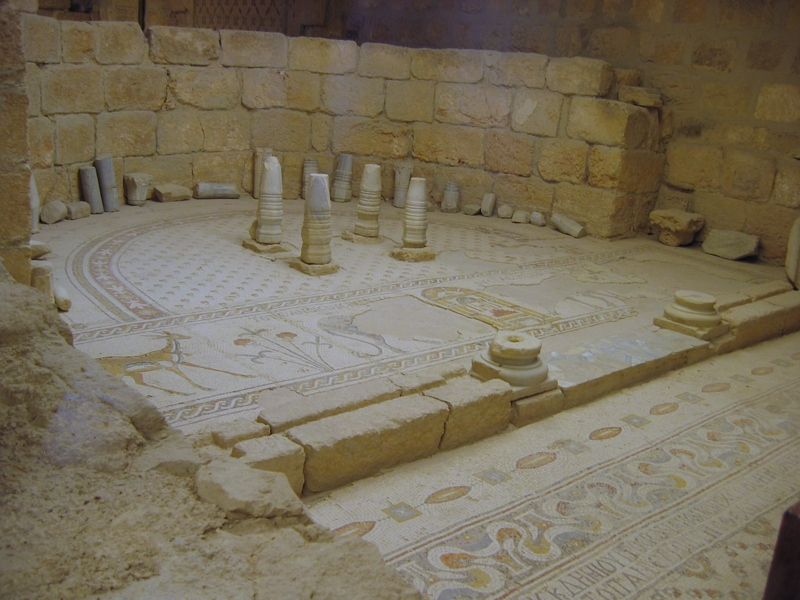
Resti di un'abside della Basilica di Mosè

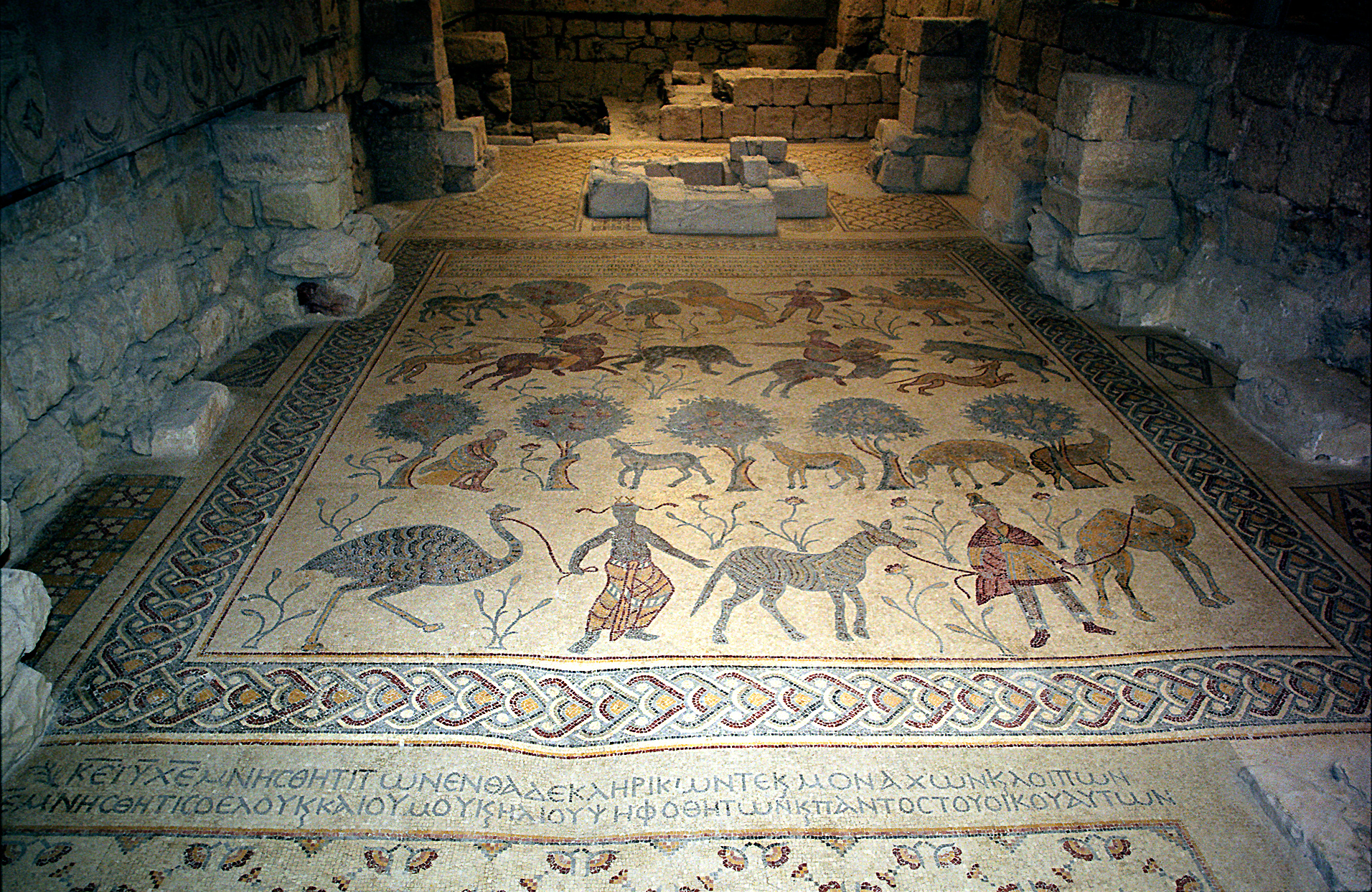
Mosaici del battistero della basilica del memoriale di Mosè

L'esistenza di una chiesa, del IV secolo, in questo luogo fu menzionata per la prima volta dalla famosa pellegrina romana Etheria o Egeria che, recatavisi in pellegrinaggio nel 393, nel diario del suo viaggio descrive con dovizia di particolari santuari e riti religiosi della Terra Santa. Nel V secolo fu aggiunta una navata, seguita dalla prima cappella del Battistero, ornata di mosaici, nel 530, e della basilica principale, portata a termine nel 597. Nel medesimo periodo, attorno alla chiesa, fu costruito un grande monastero bizantino. Già a quel tempo monte Nebo era una meta di pellegrinaggio; infatti una strada romana lo aveva collegato alla strada principale che attraversava la regione. La chiesa fu abbandonata, nel XVI secolo, e poi riscoperta attraverso i racconti di viaggio dei pellegrini del IV e V secolo.
Nel 1932, i Francescani acquistarono il sito e avviarono i lavori di scavo che portarono alla scoperta delle rovine e ricostruirono gran parte dell'edificio della basilica.
Il 9 marzo 2000, papa Giovanni Paolo II visitò il sito durante il suo pellegrinaggio in Terrasanta (il monte Nebo è uno dei più importanti siti cristiani in Giordania). Durante la sua visita egli ha piantato un albero di ulivo a fianco della cappella bizantina come simbolo di pace.
La scultura cruciforme con serpenti di rame intrecciati sopra il monte Nebo è stata creata dall'artista fiorentino Gian Paolo Fantoni. Ricorda il Nehushtan, il bastone di Mosè, guardando il quale il popolo di Israele veniva salvato dal morso dei serpenti incontrati nel deserto. È immagine di Cristo crocifisso Salvatore del Mondo. (Giovanni, 3:14).
(Numeri 21:9)
Il 9 maggio 2009 anche papa Benedetto XVI ha visitato il sito, nel corso del suo viaggio apostolico in Terra santa.

## Archeologia
Sul punto più elevato della montagna, Syagha, una delle cinque cime del monte, sono stati scoperti nel 1933 i resti di una chiesa e di un monastero. La chiesa era stata costruita una prima volta nella seconda metà del IV secolo per commemorare il posto in cui Mosè morì. La chiesa rispetta la pianta tipica della basilica. Essa fu ampliata nel tardo V secolo e ricostruita del 597. Sei tombe sono state scoperte incavate nella roccia naturale al di sotto del pavimento a mosaico della chiesa. Nella cappella moderna un presbiterio edificato per proteggere il sito e per provvedere uno spazio per le devozioni, si possono vedere i resti di mosaici floreali costruiti in diversi periodi storici. Il più antico di essi è un pannello con una finta croce, ora collocato a est, sul muro meridionale. La maggior parte dei reperti scoperti è stata opera della lunga campagna di scavi condotta da padre Michele Piccirillo.

## Il memoriale di Mosè
La basilica conserva le sezioni più antiche dell'intero complesso: la navata e il presbiterio sono del 597, sulle fondamenta della chiesa del IV secolo.
A terra si conserva un mosaico di 9 m x 3 m, un tempo parte dell'antico battistero e raffigurante scene di caccia e di pascolo, intervallate da un assortimento di animali africani.